# Anna Reiß

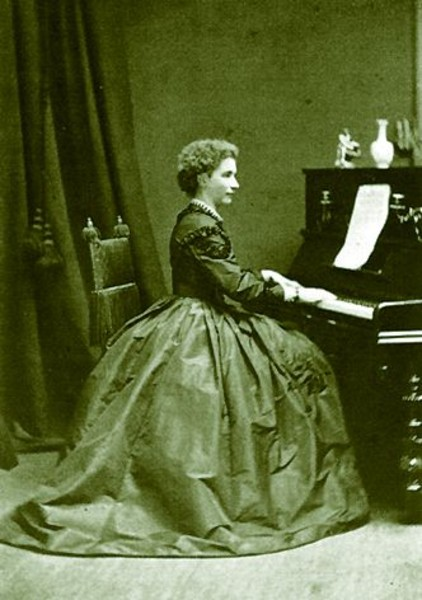
Anna Reiß

Anna Reiß (* 2. September 1836 in Mannheim, Baden; † 23. November 1915 ebenda) war eine deutsche Kammersängerin und Mäzenin. Als zweiter Frau wurde ihr 1913 die Ehrenbürgerschaft der Stadt Mannheim verliehen.

## Leben
Anna Reiß wurde als Tochter des Firmen- und Bankgründers Friedrich Reiß und seiner Frau Wilhelmine Friederike, geborene Reinhardt, in Mannheim geboren. Von 1849 bis 1852 war Anna Reiß’ Vater Oberbürgermeister der Stadt Mannheim. Bereits ihr Urgroßvater, Johann Wilhelm Reinhardt, war von 1810 bis 1820 Erster Bürgermeister der Stadt Mannheim gewesen. Beide Eltern vermittelten ihren drei Kindern den Wertekanon ihrer alteingesessenen Handels-, Politik- und Bankiersfamilien.
Anna Reiß war die Erstgeborene, es folgten ihre Brüder Wilhelm Reiß (1838–1908) und Carl Reiß (1843–1914). Alle Geschwister widmeten sich dem politischen, wissenschaftlichen und ökonomischen wie auch dem musischen und kulturellen Leben der Stadt. Wilhelm wurde Forschungsreisender; Carl wurde Unternehmer, Politiker und Kulturmäzen. Die Geschwister blieben kinderlos.

## Wirken
Anna Reiß widmete sich nach ihrer Ausbildung zur Höheren Tochter in Mannheim ab 1859 ihrer Gesangsausbildung in Paris. Nach dem Abschluss des Musikstudiums folgten Engagements als Konzertsängerin, 1862 folgte ihr Debüt am Hoftheater in Dresden. Es folgten Engagements am Hoftheater in Schwerin und in Weimar. 1862 wurde sie zur Kammersängerin ernannt. 1870 beendete sie ihre Laufbahn auf der Bühne, kehrte nach Mannheim zurück und pflegte ihren verwitweten Vater im elterlichen Anwesen. Sie führte den großbürgerlichen Haushalt der Familien Reiß, die ihren und die Haushalte des ledigen jüngeren und den des auf Forschungsreisen weilenden älteren Bruders umfassten. Als Schauspielkennerin und -kritikerin war sie Dauergast im Mannheimer Nationaltheater und empfing Kunstschaffende aller Sparten in ihrem Haus. Unter ihrer Federführung etablierte sich das Domizil der Geschwister Reiß seit den 1890er Jahren zum unbestrittenen Mittelpunkt des gesellschaftlichen Lebens in Mannheim.
Anna Reiß begleitete beide Brüder in wesentlichen Bereichen ihrer Unternehmungen, so auch in den nationalliberalen Werten und dem parteipolitischen Engagement, jeweils im Rahmen ihrer Möglichkeiten als anerkannte Dame ihre Zeit.
1913 willigte Anna Reiß in den Vorschlag ein, mit ihrem Bruder Carl das Familienvermögen der Stadt Mannheim zu stiften, um eine städtische Sammlung für Kunst und Kultur zu schaffen. Verbunden war der Auftrag um pädagogische Vermittlung an Kinder und an bildungsferne Bevölkerungsschichten. So geht die Gründung des Mannheimer Stadtmuseums auf Anna und Carl Reiß zurück. Zwei Weltkriege verzögerten die Realisierung, doch 1957 konnte aus den Mitteln ihrer Stiftung das historische Zeughaus in Mannheim wieder errichtet werden. Es trug fortan den Namen Reiss-Museum. So wurde auch das von den Geschwistern gestiftete Naturschutzgebiet der Mannheimer Reißinsel benannt.
Am 23. November 1915 starb Anna Reiß in Mannheim.

## Ehrungen
Anna Reiß war für ihr sozialpolitisches und caritatives Engagement hoch geschätzt. Für ihre großzügigen Stiftungen wurde der durchsetzungsfähigen Dame der Gesellschaft mannigfach gedankt; gemeinhin wurde sie als „ungekrönte Großherzogin Mannheims“ benannt und mehrfach ausgezeichnet:
- 1870 Erste Ehrendame des Badischen Militärverbandes
- 1905 Rote Kreuz Medaille am Bande
- 1913 Goldene Medaille für Kunst und Wissenschaft
- 1913 Ehrenbürgerin der Stadt Mannheim
- 1913 Ehrenbürgerin der Gemeinde Waldsee